# Michael Ball (football)
Pour les articles homonymes, voir Michael Ball et Ball.
Michael John Ball est un footballeur anglais né le 2 octobre 1979 à Liverpool. Il joue au poste d'arrière gauche.

## Carrière
- 1996-2001 : Everton  Angleterre
- 2001-2005 : Glasgow Rangers  Écosse
- 2005-2007 : PSV Eindhoven  Pays-Bas
- 2007-2009 : Manchester City  Angleterre
- 2011-2012 : Leicester City  Angleterre[1]

## Palmarès
- 1 sélection avec l'équipe d'Angleterre en 2001
- Vainqueur de la Coupe de la Ligue écossaise en 2005 avec les Glasgow Rangers
- Champion d'Écosse en 2005 avec les Glasgow Rangers
- Championnat des Pays-Bas en 2007 avec le PSV Eindhoven